# ميجا مان زيرو (لعبة فيديو)
ميجا مان زيرو (بالإنجليزية: Mega Man Zero)‏ المعروفة في اليابان باسم روك مان زيرو (باليابانية: ロックマン ゼロ) أو (بالإنجليزية: Rockman Zero)‏، هي لعبة فيديو إلكترونية من نوع منصات وأكشن وتصويب، تعمل بنظام جيم بوي أدفانس طورتها شركة إينتي كريتز ونشرتها شركة كابكوم اليابانية سنة 2002 وهي الجزء الأول من سلسلة ميجا مان زيرو.